# 高時 (隆慶進士)
高時（1537年—1597年），字師孔，又字子中，號念吾，山東濟南府濟陽縣人，軍籍，明朝政治人物。

## 生平
隆慶元年（1567年）丁卯科山東鄉試第四十五名舉人。隆慶二年（1568年）中式戊辰科會試第三百三十七名，三甲第四十九名進士。授山阳县知县，升南京户部河南司主事，轉北户部，监兑湖廣，歷官户部陕西司郎中，督江西粮储，萬曆九年（1581年）升任徽州府知府，十四年正月升浙江副使，丁母忧归。十七年十月復除河南副使、整飭密雲兵備，調山西霸州兵备副使，二十年六月陞右參政，駐札井陘。二十二年十月升陕西按察使，二十四年正月升山西右布政使，二十五年四月升本省左布政，本年卒于官。

## 家族
曾祖高隨；祖父高珎；父高守賢，母李氏。具庆下。弟高仰、高光、高企、高瞻。次子高有恒，字维貞，號繩念，以明經考授知縣，未仕卒，著有《章元居诗稿》。有恒子高自诣（新安知縣）、高自訓（黄冈知縣）。季子高有愷，崇祯末年于济阳抗清，以身殉国。